# 艾奧瓦州第四國會選區
艾奧瓦州第四國會選區是美国艾奥瓦州的四個國會選區之一，現任眾議員為共和黨的蘭迪·芬斯特拉。